# نوردن‌فلد
نوردن‌فلد (به هلندی: Noordenveld) یک شهرستان در هلند است که در درنته واقع شده‌است. نوردن‌فلد ۳ متر بالاتر از سطح دریا واقع شده‌است.